# Што ми ноћи немају сванућа
Што ми ноћи немају сванућа је други студијски албум југословенског фолк певача Нина Решића, издат 1992. године за ЗАМ. С овим албумом певач постаје популаран, а насловна нумера била је велики хит. Продуценти су били Зоран Башановић и Злаја Тимотић, а на албуму је радио и Жељко Митровић.

## Списак песама
| №   | Назив                       | Текст                 | Музика                | Трајање |  |
| 1.  | Што ми ноћи немају сванућа  | Драган Брајовић Браја | Зоран Матић (музичар) |         |  |
| 2.  | Моја драга превари ме       | Драган Ашанин         | Драган Ашанин         |         |  |
| 3.  | Само реци да                | Драган Брајовић Браја | Злаја Тимотић         |         |  |
| 4.  | Очи су моје мутније од дима | М. Малих              | Мики Митровић         |         |  |
| 5.  | Судбина зла                 | Браја                 | Браја                 |         |  |
| 6.  | Мангуп                      | Браја                 | Зоран Матић           |         |  |
| 7.  | Ноћ те ноћим                | Стева Симеуновић      | Беки Бекић            |         |  |
| 8.  | Обриши се сузо сама         | Браја                 | Зоран Матић           |         |  |
| 9.  | Певај, певај срце моје      | Браја                 | Браја                 |         |  |
| 10. | Доделио ми живот тугу       | Јоца Ђевић            | Јоца Ђевић            |         |  |